# Andrzej Pacholczyk
Andrzej Grzegorz Pacholczyk (ur. w 1936 w Warszawie, zm. 28 lutego 2015 w Tucson) – polski astronom pracujący w Steward Observatory Uniwersytetu Arizony w Tucson w Stanach Zjednoczonych.

## Życiorys
Ukończył studia astronomiczne na Uniwersytecie Warszawskim w 1956. Doktorat uzyskał w 1959 roku w zakresie nauk matematyczno-fizycznych. W tym samym roku otrzymał Nagrodę Młodych Polskiego Towarzystwa Astronomicznego. Interesował się głównie astrofizyką, radioastronomią teoretyczną, fizyką aktywnych jąder galaktycznych. Na początku lat 60. XX wieku wyjechał do Stanów Zjednoczonych. Był profesorem Uniwersytetu Arizony.
Był założycielem i prezesem utworzonej w 1985 Fundacji Pachart i dyrektorem domu wydawniczego Pachart Publishing House w Stanach Zjednoczonych, wydającego między innymi prace księdza Michała Hellera.
Angażował się w życie polityczne w Polsce po 2010; był członkiem Komitetu Inspirującego i Doradczego trzech konferencji smoleńskich.
Został pochowany na cmentarzu Holy Hope w Tucson.

## Życie rodzinne
Andrzej Pacholczyk ożenił się w Stanach Zjednoczonych. Miał dzieci, wśród nich syna Tadeusza (ur. w 1965), który – po ukończeniu studiów na Uniwersytecie Yale w zakresie neurobiologii – został katolickim księdzem.